# Porphyrio madagascariensis

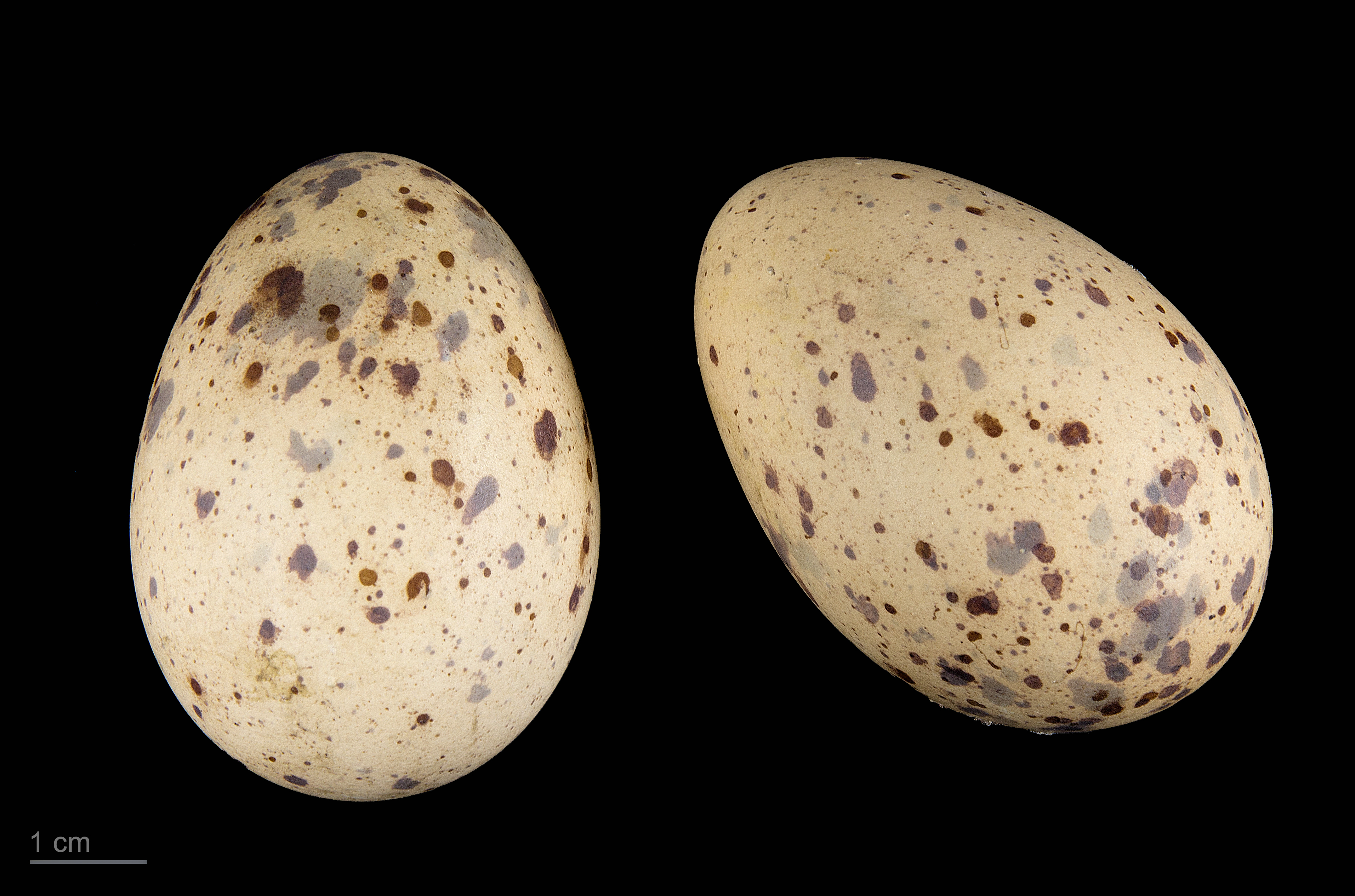
Яйца P. madagascariensis - MHNT

Porphyrio madagascariensis (лат.) — вид птиц из семейства пастушковых, встречающийся в Египте, странах Африки к югу от Сахары и на Мадагаскаре. Раньше его считали подвидом султанки, на которую он похож, но отличается бронзово-зелёной или зелёно-голубой спиной и лопатками.

## Распространение
Porphyrio madagascariensis — в основном оседлый вид, который встречается в Африке к югу от Сахары, включая южную Африку, где она иногда встречается местами. Встречается в северной и восточной Ботсване, части Намибии, Зимбабве, ЮАР и на побережье Мозамбика. В ЮАР она отсутствует в Северо-Капской провинции и во внутренних районах Восточно-Капской провинции.
В октябре 2015 года птицу вида Porphyrio madagascariensis зафиксировали в Эйлате (Израиль), как случайно забредшую.

## Образ жизни
Porphyrio madagascariensis предпочитает пресноводные или солоноватые водоемы, реки с медленным течением, особенно окружённые тростником (Pragmites) и осокой, топи, болота, встречается также на сезонно затопляемых заболоченных участках. Питается в основном молодыми побегами и корневищами околоводных растений, иногда ловит личинок беспозвоночных, мелких рептилий. При поедании крупной пищи (стебель тростника) удерживает её лапой и отрывает от неё клювом небольшие куски, которые проглатывает.
Считается, что популяция этих птиц сокращается из-за того, что их беспокоят в местах обитания, а также из-за сокращения пригодных для их жизни мест, хотя вид не находится под угрозой.